# Alan Tudyk
Alan Wray Tudyk (El Paso, Texas, 1971. március 16. –) amerikai színész, szinkronszínész.

## Fiatalkora és tanulmányai
1971. március 16-án született a texasi El Pasóban, Betty Loyce (születési nevén Wiley) és Timothy Nicholas Tudyk fiaként. Lengyel felmenőkkel rendelkezik. A texasi Planóban, Dallas egyik külvárosában nőtt fel, ahol a Plano Senior High Schoolba járt. 
Egy rövid ideig stand-up komikusként is tevékenykedett, majd abbahagyta, miután egy feldühödött néző azzal fenyegette, hogy megöli. Jacksonville-ben, a metodista Lon Morris College-ban tanult drámaszakon, ahol elnyerte az Academic Excellence díjat. Főiskolás korában Beaver Smitht játszotta a Billy the Kid kelet-új-mexikói nyári színházi előadásában. Beiratkozott a Juilliardra, de 1996-ban félbehagyta tanulmányait, mielőtt diplomát szerzett volna.

## Magánélete
2015 decemberében jegyezte el Charissa Barton koreográfust. 2016. szeptember 24-én házasodtak össze.

## Filmográfia

### Film

#### Színészként
| Év   | Magyar cím                             | Eredeti cím                                                         | Szerep                     | Magyar hang        |
| ---- | -------------------------------------- | ------------------------------------------------------------------- | -------------------------- | ------------------ |
| 1997 |                                        | 35 Miles from Normal                                                | Trevor                     |                    |
| 1998 | Patch Adams                            | Patch Adams                                                         | Everton                    | Megyeri János      |
| 2000 | 28 nap                                 | 28 Days                                                             | Gerhardt                   | Dévai Balázs       |
| 2000 | Wonder Boys – Pokoli hétvége           | Wonder Boys                                                         | Traxler                    |                    |
| 2001 | Lovagregény                            | A Knight's Tale                                                     | Wat                        | Gyuriska János     |
| 2001 | Atlantisz gyermekei                    | Hearts in Atlantis                                                  | kártyás ember              | Háda János         |
| 2004 | Kidobós: Sok flúg disznót győz         | Dodgeball: A True Underdog Story                                    | Steve, a kalóz             | Bácskai János      |
| 2004 | Én, a robot                            | I, Robot                                                            | Sonny                      | Czvetkó Sándor     |
| 2004 |                                        | Meet Market                                                         | Danny                      |                    |
| 2005 | Egy hazugság ára                       | Rx                                                                  | Pepe                       |                    |
| 2005 | Serenity                               | Serenity                                                            | Hoban "Wash" Washburne     | Seszták Szabolcs   |
| 2006 |                                        | Done the Impossible (dokumentumfilm)                                | önmaga                     |                    |
| 2007 | Halálos temetés                        | Death at a Funeral                                                  | Simon                      | Czvetkó Sándor     |
| 2007 | Felkoppintva                           | Knocked Up                                                          | Jack                       | Megyeri János      |
| 2007 | Börtönvonat Yumába                     | 3:10 to Yuma                                                        | Doc Potter                 | Varga Rókus        |
| 2009 |                                        | Bed Ridden (rövidfilm)                                              | Kurt nyomozó               |                    |
| 2009 |                                        | The Ballad of G.I. Joe (rövidfilm)                                  | Shipwreck                  |                    |
| 2010 | Trancsírák                             | Tucker & Dale vs. Evil                                              | Tucker                     | Barát Attila       |
| 2010 | A mi drága kisfiunk                    | Beautiful Boy                                                       | Eric                       | Láng Balázs        |
| 2011 | Transformers 3.                        | Transformers: Dark of the Moon                                      | Dutch                      | Dévai Balázs       |
| 2011 |                                        | Conception                                                          | Mark                       |                    |
| 2012 | Abraham Lincoln, a vámpírvadász        | Abraham Lincoln: Vampire Hunter                                     | Stephen A. Douglas (cameo) | Schnell Ádám       |
| 2012 |                                        | Browncoats Unite: Firefly 10th Anniversary Special (dokumentumfilm) | önmaga                     |                    |
| 2013 | A 42-es                                | 42                                                                  | Ben Chapman                | Géczi Zoltán       |
| 2014 | Éretlen időkig                         | Premature                                                           | Jack Roth                  |                    |
| 2014 |                                        | Tell                                                                | Morton                     |                    |
| 2014 | Üdv a világomban!                      | Welcome to Me                                                       | Ted Thurber                | Czvetkó Sándor     |
| 2014 |                                        | Son of a Barman (rövidfilm)                                         | Bill Snyder                |                    |
| 2015 | Az útvesztő: Tűzpróba                  | Maze Runner: The Scorch Trials                                      | Blondie                    | Fekete Ernő        |
| 2015 | Trumbo                                 | Trumbo                                                              | Ian McLellan Hunter        | Rába Roland        |
| 2015 | Pingvinmentő őrjárat                   | Oddball                                                             | Bradley Slater             | Bozsó Péter        |
| 2016 | A Király megölése                      | Shangri-La Suite                                                    | Dr. Sanborn                | Ács Norbert        |
| 2016 | Zsivány Egyes – Egy Star Wars-történet | Rogue One: A Star Wars Story                                        | K-2SO                      | Vincze Gábor Péter |
| 2018 | Deadpool 2.                            | Deadpool 2                                                          | Luke, suttyó               | Hannus Zoltán      |
| 2020 |                                        | Eat Wheaties!                                                       | Dave Lambert               |                    |
| 2021 | Istent játszva                         | Playing God                                                         | Ben                        | Zámbori Soma       |
| 2021 |                                        | Distancing Socially                                                 | Noel                       |                    |
| 2023 | Pán Péter és Wendy                     | Peter Pan & Wendy                                                   | Mr. Darling                |                    |
| 2023 |                                        | The Trouble with Jessica                                            | Tom                        |                    |

#### Szinkronszínészként
| Év   | Magyar cím                          | Eredeti cím                | Szinkronszerep                             | Magyar hang        |
| ---- | ----------------------------------- | -------------------------- | ------------------------------------------ | ------------------ |
| 2002 | Jégkorszak                          | Ice Age                    | Lenny, tigris                              | Kerekes József     |
| 2002 | Jégkorszak                          | Ice Age                    | Dab, dodó főnök                            | Pálfai Péter       |
| 2006 | Jégkorszak 2. – Az olvadás          | Ice Age: The Meltdown      | Cholly                                     | Garamszegi Gábor   |
| 2009 | Astro Boy                           | Astro Boy                  | Mr. Squeegee                               | Szokol Péter       |
| 2009 | Astro Boy                           | Astro Boy                  | Scrapheap Head                             |                    |
| 2009 | Astro Boy                           | Astro Boy                  | Stinger Two                                |                    |
| 2012 |                                     | Strange Frame: Love & Sax  | Chat                                       |                    |
| 2012 | Jégkorszak 4. – Vándorló kontinens  | Ice Age: Continental Drift | Milton                                     | Csuja Imre         |
| 2012 | Jégkorszak 4. – Vándorló kontinens  | Ice Age: Continental Drift | Hunky Siren                                |                    |
| 2012 | Rontó Ralph                         | Wreck-It Ralph             | Nasi király                                | Kassai Károly      |
| 2012 | Rontó Ralph                         | Wreck-It Ralph             | Turbo                                      |                    |
| 2013 | Jégvarázs                           | Frozen                     | Bronzország hercege                        | Harsányi Gábor     |
| 2014 | Az Igazság Ligája: Háború           | Justice League: War        | Clark Kent / Superman                      | Czvetkó Sándor     |
| 2014 | Hős6os                              | Big Hero 6                 | Alistair Krei                              | Széles Tamás       |
| 2016 | Zootropolis – Állati nagy balhé     | Zootopia                   | Duke Nyestelton                            | Bolba Tamás        |
| 2016 | Vaiana                              | Moana                      | Heihei                                     | eredeti nyelven    |
| 2016 | Vaiana                              | Moana                      | falusi                                     |                    |
| 2018 | Ralph lezúzza a netet               | Ralph Breaks the Internet  | MindentTud úr                              | Csankó Zoltán      |
| 2019 | Aladdin                             | Aladdin                    | Jágó                                       | Kassai Károly      |
| 2019 | Jégvarázs 2.                        | Frozen II                  | őr / Northuldra vezét / Arendelle-i katona |                    |
| 2021 | Raya és az utolsó sárkány           | Raya and the Last Dragon   | Tuk Tuk                                    | eredeti nyelven    |
| 2021 |                                     | Encanto                    | Pico                                       |                    |
| 2022 | Bűbáj 2. – Kiábrándulva             | Disenchanted               | Tekercs                                    | Vincze Gábor Péter |
| 2022 | Fura világ                          | Strange World              | Duffle hadnagy                             | Csankó Zoltán      |
| 2022 | Fura világ                          | Strange World              | rádiós házigazda                           |                    |
| 2023 | Volt egyszer egy stúdió (rövidfilm) | Once Upon a Studio         | Bolond Kalapos                             | Bolba Tamás        |
| 2023 | Kívánság                            | Wish                       | Valentino                                  | Dézsy Szabó Gábor  |
| 2024 | Vaiana 2.                           | Moana 2                    | Heihei                                     | eredeti nyelven    |
| 2025 | Elektronikus állam                  | The Electric State         | Cosmo (hangja)                             | Hannus Zoltán      |
| 2025 | Superman                            | Superman                   | Superman robotja                           |                    |

### Televízió

#### Színészként
| Év        | Magyar cím                 | Eredeti cím                                | Szerep                   | Megjegyzések                                         |
| --------- | -------------------------- | ------------------------------------------ | ------------------------ | ---------------------------------------------------- |
| 2000      |                            | Strangers with Candy                       | apa                      | 2 epizód                                             |
| 2000      | Frasier – A dumagép        | Frasier                                    | Todd Peterson            | 1 epizód                                             |
| 2002–2003 | Firefly                    | Firefly                                    | Hoban "Wash" Washburne   | - főszereplő - magyar hangja: - Barát Attila         |
| 2005–2019 | Az ítélet: család          | Arrested Development                       | Terry Veal lelkész       | 5 epizód                                             |
| 2005      |                            | Into the West                              | Nathan Wheeler           | 1 epizód                                             |
| 2006      |                            | Capitol Law                                | Walker Eliot             | tévéfilm                                             |
| 2006      | CSI: A helyszínelők        | CSI: Crime Scene Investigation             | Carl Fisher              | 1 epizód                                             |
| 2008      |                            | Fourplay                                   | Drew                     | tévéfilm                                             |
| 2008      |                            | Play or Be Played                          | Charlie                  | tévéfilm                                             |
| 2009      |                            | James Gunn's PG Porn                       | Bob                      | 1 epizód                                             |
| 2009      | V, mint veszélyes          | V                                          | Dale Maddox              | 3 epizód                                             |
| 2009–2010 | Dollhouse – A felejtés ára | Dollhouse                                  | Alpha / Stephen Kepler   | 4 epizód                                             |
| 2010      |                            | The Rockford Files                         | Dennis Becker nyomozó    | tévéfilm                                             |
| 2012      |                            | NTSF:SD:SUV::                              | Sven                     | 1 epizód                                             |
| 2014      |                            | The Team Unicorn Saturday Action Fun Hour! | Chummy Cherub / Sad Tree | 1 epizód                                             |
| 2014      | A törvény embere           | Justified                                  | Elias Marcos             | 1 epizód                                             |
| 2014      |                            | Comedy Bang! Bang!                         | Ray Starksy              | 1 epizód                                             |
| 2014–2015 |                            | Newsreaders                                | Reagan Biscayne          | főszereplő                                           |
| 2017      |                            | Powerless                                  | Van Wayne                | főszereplő (13 epizód)                               |
| 2017      |                            | Dirk Gently's Holistic Detective Agency    | Mr. Priest               | 6 epizód                                             |
| 2019      | Dél-kaliforniai diéta      | Santa Clarita Diet                         | Gary West                | 7 epizód                                             |
| 2019      | Doom Patrol                | Doom Patrol                                | Eric Morden / Mr. Senki  | - főszereplő (15 epizód) - magyar hangja: - Lux Ádám |
| 2019–2022 | Az újonc                   | The Rookie                                 | Ellroy Basso             | - 2 epizód - magyar hangja: - Seder Gábor            |
| 2020      | Félig üres                 | Curb Your Enthusiasm                       | Boris                    | 1 epizód                                             |
| 2021–2024 |                            | Resident Alien                             | Dr. Harry Vanderspeigle  | főszereplő (40 epizód)                               |
| 2025      | Andor                      | Andor                                      | K-2SO                    | 3 epizód magyar hangja Vincze Gábor Péter            |

#### Szinkronszínészként
| Év        | Magyar cím                      | Eredeti cím                         | Szinkronszerep                            | Megjegyzések                                                        |
| --------- | ------------------------------- | ----------------------------------- | ----------------------------------------- | ------------------------------------------------------------------- |
| 2009–2010 |                                 | Glenn Martin, DDS                   | egyéb hangok                              | 5 epizód                                                            |
| 2010–2011 | Batman: A bátor és a vakmerő    | Batman: The Brave and the Bold      | Barry Allen / Flash                       | 2 epizód                                                            |
| 2010–2019 | Az igazság ifjú ligája          | Young Justice                       | Zöld Íjász / Psimon / Captain Cold        | 11 epizód                                                           |
| 2011      | Family Guy                      | Family Guy                          | német pilóta                              | 1 epizód                                                            |
| 2011      |                                 | Good Vibes                          | Lonnie                                    | főszereplő                                                          |
| 2011–2012 | Az élet és Tim                  | The Life & Times of Tim             | Rodrigo / Arthur / Debbie                 | 3 epizód                                                            |
| 2011–2014 | Kertvárosba számüzve            | Suburgatory                         | Dr. Noah Werner                           | főszereplő                                                          |
| 2011–2020 | Robotcsirke                     | Robot Chicken                       | több szereplő hangja                      | 4 epizód                                                            |
| 2011–2023 | Amerikai fater                  | American Dad!                       | Dr. Kalgary / Mr. Capalini / egyéb hangok | 27 epizód                                                           |
| 2012      | Phineas és Ferb                 | Phineas & Ferb                      | egyéb hangok                              | 1 epizód                                                            |
| 2012      |                                 | Napoleon Dynamite                   | Elwood rendőrtiszt                        | 1 epizód                                                            |
| 2012      | Robot és Mumus                  | Robot and Monster                   | őrölt unokatestvér Gizmo                  | 1 epizód                                                            |
| 2014      |                                 | Chozen                              | Kai / egyéb hangok                        | 5 epizód                                                            |
| 2014–2016 |                                 | TripTank                            | Terrence / Bootf***er                     | 6 epizód                                                            |
| 2015–2016 | Csizmás, a kandúr kalandjai     | The Adventures of Puss in Boots     | Uli                                       | 10 epizód                                                           |
| 2015–2017 | Kalandra fel!                   | Adventure Time                      | Chatsberry / egyéb hangok                 | 2 epizód                                                            |
| 2015–2019 | Csillag kontra Gonosz Erők      | Star vs. the Forces of Evil         | Ludo Avarius / River Butterfly            | főszereplő                                                          |
| 2015–2020 | Rick és Morty                   | Rick and Morty                      | Chris / Observant Glorzo                  | 3 epizód                                                            |
| 2016      |                                 | Clarence                            | Dan, légiutas-kísérő                      | 1 epizód                                                            |
| 2017      |                                 | Future-Worm!                        | egyéb hangok                              | 3 epizód                                                            |
| 2017–2019 | A kullancs                      | The Tick                            | Dangerboat                                | 17 epizód                                                           |
| 2017–2021 | Hős6os: A sorozat               | Big Hero 6: The Series              | Alistair Krei                             | 21 epizód                                                           |
| 2018      |                                 | Lego Star Wars: All Stars           | K-2SO                                     | 1 epizód                                                            |
| 2019      | Archibald következő nagy dobása | Archibald's Next Big Thing          | Mr. Garbage                               | 1 epizód                                                            |
| 2019–2021 | Az űr vége                      | Final Space                         | Todd H. Watson / Hushfluffles             | 3 epizód                                                            |
| 2019–2023 | Harley Quinn                    | Harley Quinn                        | Joker / egyéb szereplők                   | 42 epizód                                                           |
| 2020      | Mickey egér csodálatos világa   | The Wonderful World of Mickey Mouse | House of Tomorrow                         | 1 epizód                                                            |
| 2020–2021 | Vigyázz, ufók!                  | Solar Opposites                     | Nanobot Man                               | 1 epizód                                                            |
| 2021      | A Marvel bemutatja: M.O.D.O.K.  | M.O.D.O.K.                          | Arisztid                                  | 2 epizód                                                            |
| 2021      |                                 | Devil May Care                      | Ördög                                     | főszereplő (7 epizód)                                               |
| 2022      | Zootropolis+                    | Zootopia+                           | Duke Weaselton                            | 1 epizód                                                            |
| 2022–2023 | Transformers: FöldSzikra        | Transformers: EarthSpark            | Optimus Prime                             | - főszereplő (13 epizód) - magyar hangja: - Szélyes Imre            |
| 2023      | Isten áldd meg Petey-t!         | Praise Petey                        | önmaga                                    | 1 epizód                                                            |
| 2024      |                                 | Grimsburg                           | Dr. Rufis Pentos / Mr. Flesh              | főszereplő                                                          |
| 2024      |                                 | Ark: The Animated Series            | Kapitány                                  | főszereplő                                                          |
| 2024      |                                 | WondLa                              | Cadmus Pryde                              | főszereplő                                                          |
| 2024–2025 | Különc Kommandó                 | Creature Commandos                  | Doktor Foszfor / Will Magnus              | főszereplő magyar hangja Welker Gábor (Foszfor) Hám Bertalan (Will) |

### Videójáték
| Év   | Cím                                | Szinkronszerep      |
| ---- | ---------------------------------- | ------------------- |
| 2006 | Ice Age 2: The Meltdown            | Cholly              |
| 2007 | Halo 3                             | tengerészgyalogosok |
| 2007 | Defense Grid: The Awakening        | Simon               |
| 2009 | Halo 3: ODST                       | Mickey              |
| 2009 | Astro Boy: The Video Game          | Mr. Windex          |
| 2013 | Injustice: Gods Among Us           | Zöld Íjász          |
| 2014 | Call of Duty: Advanced Warfare     | további hangok      |
| 2015 | Infinite Crisis                    | Zöld Íjász          |
| 2015 | Star Wars Battlefront              | K-2SO               |
| 2016 | Master of Orion: Conquer the Stars | Psilon tanácsadó    |
| 2017 | Injustice 2                        | Zöld Íjász          |
| 2023 | Marvel's Spider-Man 2              | Bodega Cat          |